# غوين لالي
غوين لالي (بالإنجليزية: Gwen Lally) (وُلدت باسم غويندولين روزالي لالي تولندال سبيك، في 1 مارس 1882 – وتوفيت في 14 أبريل 1963) كانت فنانة مسرحية بريطانية متعددة المواهب، اشتهرت بكونها أول امرأة بريطانية تعمل كمخرجة عروض احتفالية جماهيرية (Pageant Master). عملت أيضًا كممثلة، ومنتجة مسرحية، وكاتبة، ومحاضرة.

## الحياة المهنية
برزت لالي في أوائل القرن العشرين كمبدعة في تنظيم العروض الاحتفالية التاريخية، وهي عروض مسرحية ضخمة تستعرض محطات من التاريخ المحلي أو القومي، وغالبًا ما كانت تُقام في الهواء الطلق بمشاركة مئات أو آلاف الأشخاص من المتطوعين المحليين.
قدّمت هذه العروض في المدن الصغيرة كما في المراكز الحضرية الكبرى في بريطانيا، واعتُبرت أعمالها من أبرز ما شهدته الساحة المسرحية الشعبية آنذاك. كانت لالي تلقى الدعم من المجالس البلدية والجمعيات المحلية والمؤسسات الخيرية.

## تحدي الأدوار الجندرية
اشتهرت لالي كذلك بتحديها للأعراف الجندرية في ذلك الوقت، حيث كانت ترتدي أزياء تُعتبر ذكورية مثل البنطال والقبعة العالية (top hat)، في وقت كان ذلك نادرًا بين النساء. لم تكن تخفي أسلوبها الشخصي المختلف، بل تبنّته كجزء من هويتها الفنية والاجتماعية.

## الإنتاج المسرحي
إلى جانب العروض الجماهيرية، ألّفت لالي عددًا من النصوص المسرحية، وعملت أيضًا كمحاضرة في المؤسسات الثقافية. كانت تروّج للفن المسرحي كوسيلة لتعليم التاريخ وتعزيز الهوية الجماعية لدى المجتمعات المحلية.

## التكريم
مُنحت غوين لالي رتبة وسام الإمبراطورية البريطانية (OBE) تكريمًا لإسهاماتها البارزة في الفنون والأنشطة الثقافية الوطنية.

## الوفاة
توفيت غوين لالي في 14 أبريل 1963، بعد مسيرة فنية غنية وجرأة غير مسبوقة في كسر الحواجز الاجتماعية والمسرحية في بريطانيا.